# Fouquieria
Fouquieria és un gènere d'11 espècies que viuen en els deserts. És l'únic gènere dins la família Fouquieriaceae. Aquest gènere inclou Fouquieria splendens i Fouquieria columnaris. Tenen les tiges semisuculentes amb espines i fulles a la base. No estan emparentats amb els cactus i no s'hi assemblen gaire; les espines són relativament més primes i les seves fulles més grosses.
Són plantes originàries del nord de Mèxic i els estats dels Estats Units fronterers amb ell: Arizona, sud de Califòrnia, Nou Mèxic, i parts del sud-oest de Texas, en turons baixos i àrids.
L'ètnia ameríndia seri de Mèxic n'identificava tres espècies: jomjéeziz o xomjéeziz (F. splendens), jomjéeziz caacöl (F. diguetii), i cototaj (F. columnaris).
Aquest gènere rep el nom del metge francès Pierre Fouquier (1776-1850).

## Classificació
Les espècies de Fouquieria no tenen una particular semblança amb altres grups de plantes; l'evidència genètica mostra que pertanyen a l'ordre de les ericals.

## Ecologia
Fouquieria shrevei és un endemisme de la conca de les Cuatro Ciénegas a Mèxic, té bandes resinoses verticals i mostra gipsofília, (creix en llocs amb molt guix).

## Taxonomia
| - Fouquieria burragei Rose - Fouquieria columnaris (Kellogg) Kellogg ex Curran - Fouquieria diguetii (Tiegh.) I.M.Johnst. - Fouquieria fasciculata Nash - Fouquieria formosa Kunth - Fouquieria leonilae Miranda | - Fouquieria macdougalii Nash - Fouquieria ochoterenae Miranda - Fouquieria purpusii Brandegee - Fouquieria shrevei I.M.Johnst. - Fouquieria splendens Engelm. |